# لاتره‌پیردین
لاتره‌پیردین (INN، همچنین به عنوان دیمه‌بولین نیزشناخته می‌شود و با نام Dimebon فروخته می‌شود) یک داروی آنتی‌هیستامین است که از سال ۱۹۸۳ به‌طور بالینی در روسیه استفاده می‌شود.

## کاربردها
لاتره‌پیردین یک ترکیب مولکولی فعال خوراکی است که در مدل‌های حیوانی مبتلا به بیماری آلزایمر و بیماری هانتینگتون، از مرگ سلول‌های مغزی جلوگیری می‌کند. تحقیقات نشان می‌دهد که در غیاب آسیب‌شناسی بیماری‌های عصبی، ممکن است اثرات تقویت‌کننده شناختی در افراد سالم نیز داشته باشد. با این حال، به دلیل نتایج منفی در کارآزمایی‌های بالینی انسانی، این دارو برای هر بیماری تخریب‌کننده عصبی بدون مجوز باقی ماند.

## همچنین ببینید
- سرلاپیردین
- ایدالوپیردین